# Schloss Wilhelmshöhe

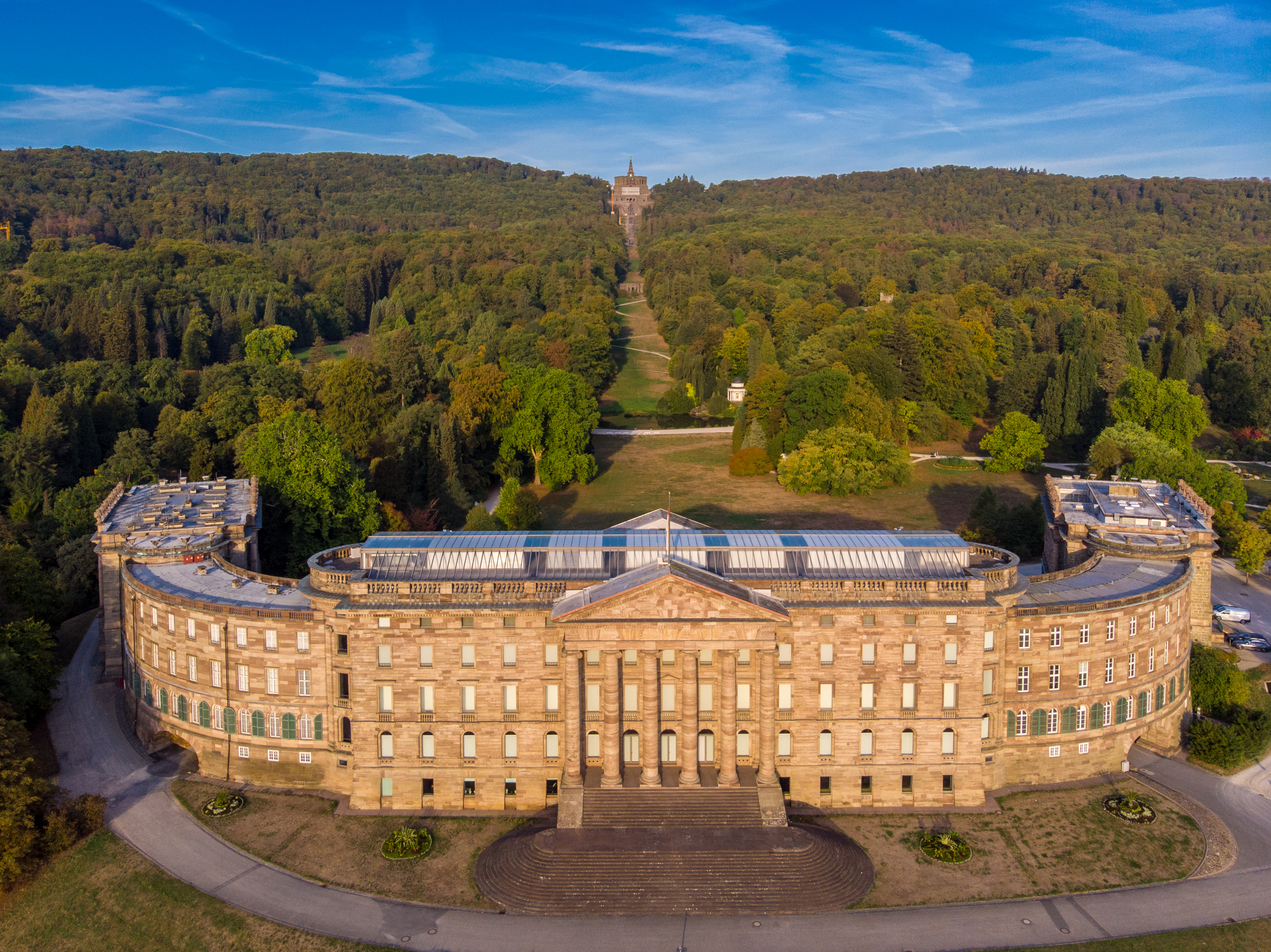
Schloss Wilhelmshöhe, im Hintergrund der Herkules (Foto: 2018)

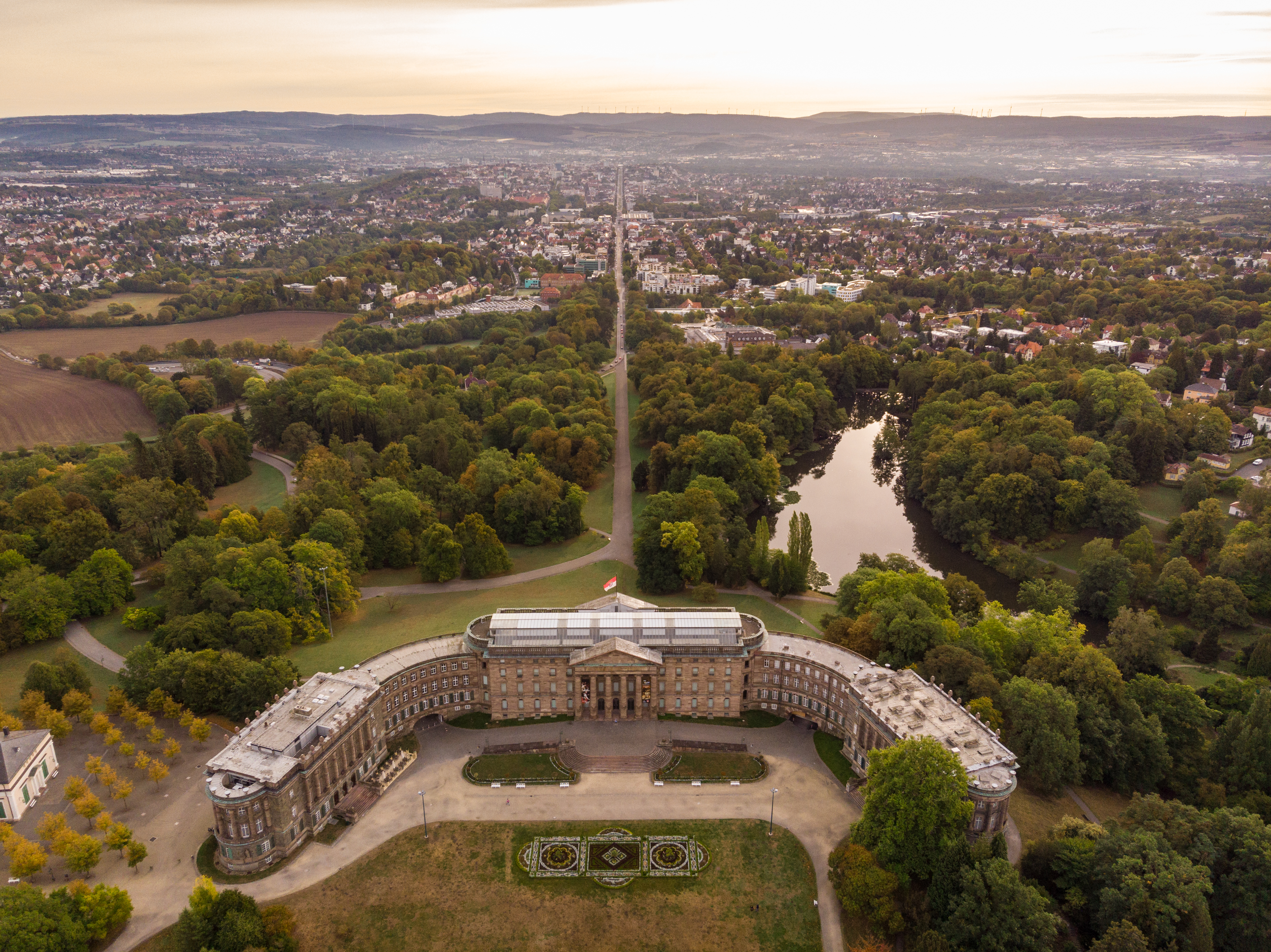
Schloss Wilhelmshöhe
Gesamtansicht vom Park aus mit Blick auf die Stadt im Morgengrauen (Foto: 2018)

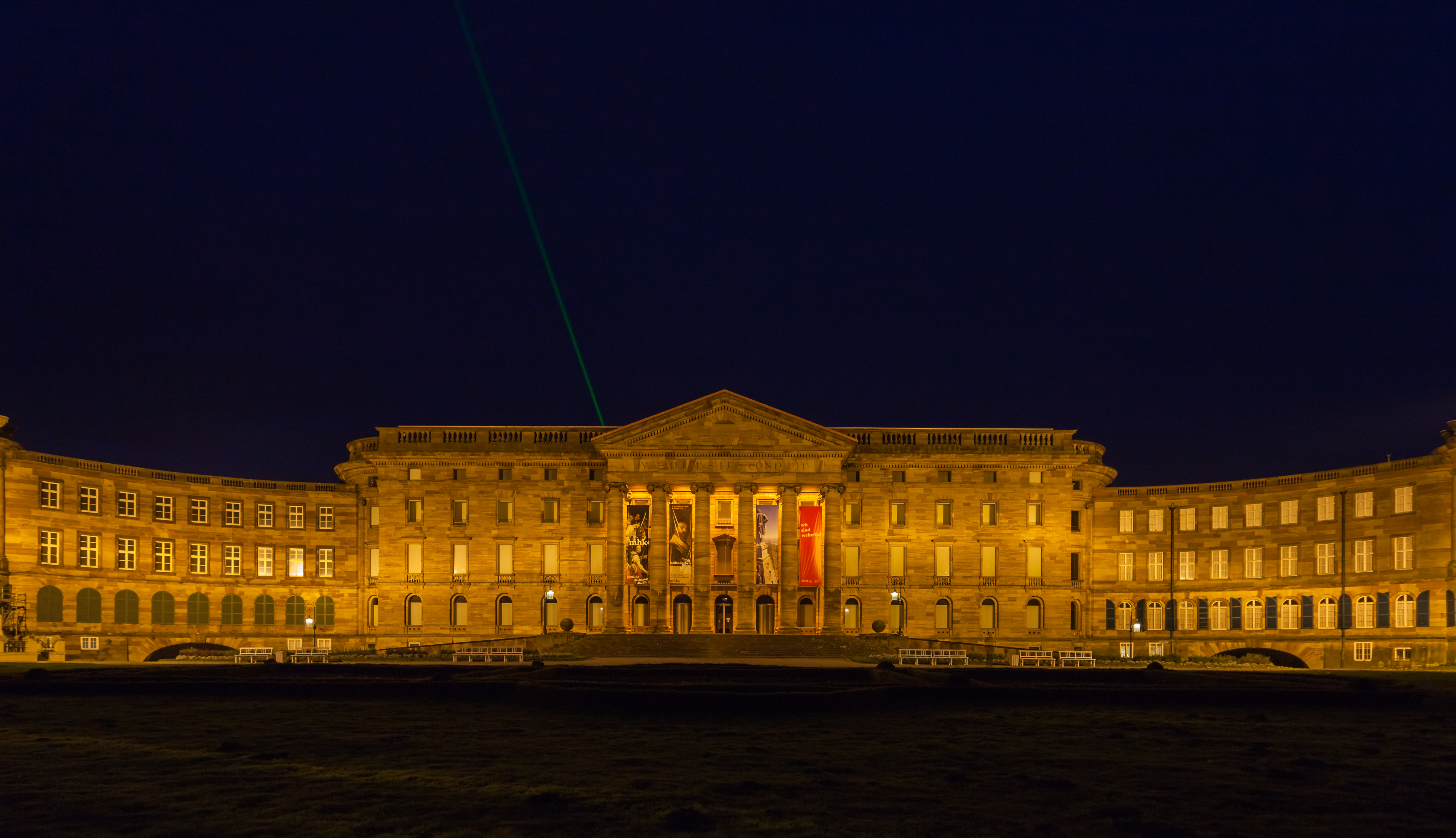
Nachtaufnahme des Schlosses (Foto: 2013)

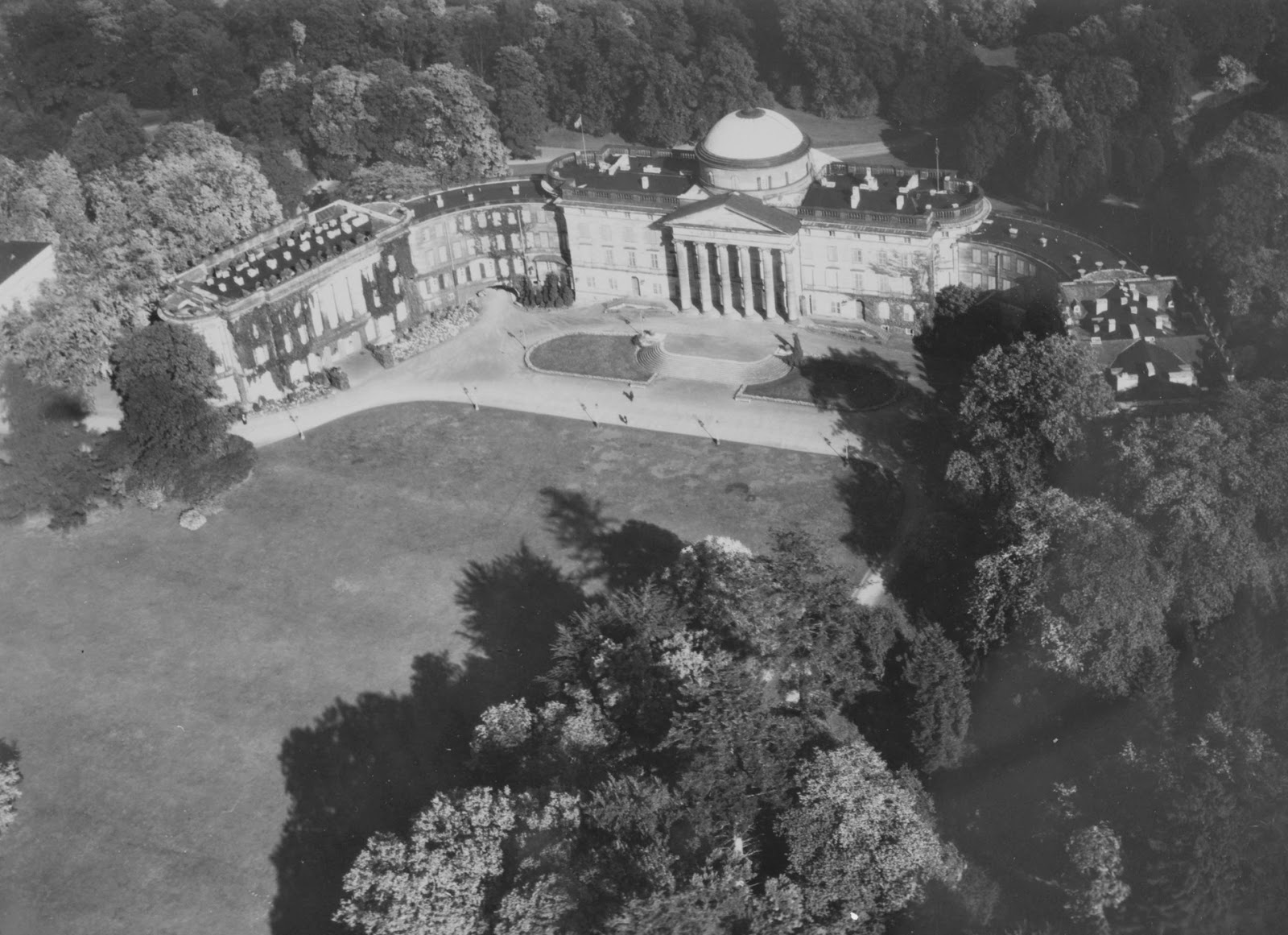
Das Schloss vor dem Krieg

Das Schloss Wilhelmshöhe ist eine ehemalige Sommerresidenz der Landgrafen und Kurfürsten von Hessen-Kassel im Bergpark Wilhelmshöhe in Kassel. Das von 1786 bis 1798 im Stil des Klassizismus gestaltete Schloss wurde von Simon Louis du Ry und Heinrich Christoph Jussow für Landgraf Wilhelm IX. (ab 1803 Kurfürst Wilhelm I.) errichtet.
International bekannt ist es für seine heutige Nutzung als Museum, das unter anderem die Antikensammlung und die Gemäldegalerie Alte Meister enthält. Sehr bedeutend ist zudem das Museum im Weißensteinflügel mit den einzigen authentisch verbliebenen Räumen der Landgrafen. Seit dem 23. Juni 2013 gehört der Bergpark Wilhelmshöhe mit dem Schloss zum UNESCO-Weltkulturerbe.

## Geographie
Das Schloss steht im Gebiet des Kasseler Stadtteils Bad Wilhelmshöhe im unteren Teil des Bergparks Wilhelmshöhe auf etwa 282 m ü. NHN. Am unteren Karlsberghang befindet es sich oberhalb des westlichen Endes der Wilhelmshöher Allee. Das Herkulesmonument sowie das Schloss bilden eine Sichtachse. Diese Sichtachse, die zugleich die Mittelachse des gesamten Bergparks bildet, findet ihre Verlängerung in der Wilhelmshöher Allee, die bis in die Kasseler Innenstadt führt und in der Fünffensterstraße endet.

## Anlage
Das Schloss ist als symmetrische Dreiflügelanlage angelegt. Der mit der Hauptfassade nach Westen zum Park hin ausgerichtete Mittelflügel (Corps de Logis) wird von zwei leicht schräg gestellten Seitenflügeln flankiert. Die Seitenflügel sind jeweils durch einen Verbindungstrakt mit halbrund geschwungenem Grundriss an den Mittelflügel angeschlossen. Der südliche Flügel wird als Weißensteinflügel bezeichnet (nach dem früheren Kloster Weißenstein) und der nördliche Flügel als Kirchflügel.

## Geschichte

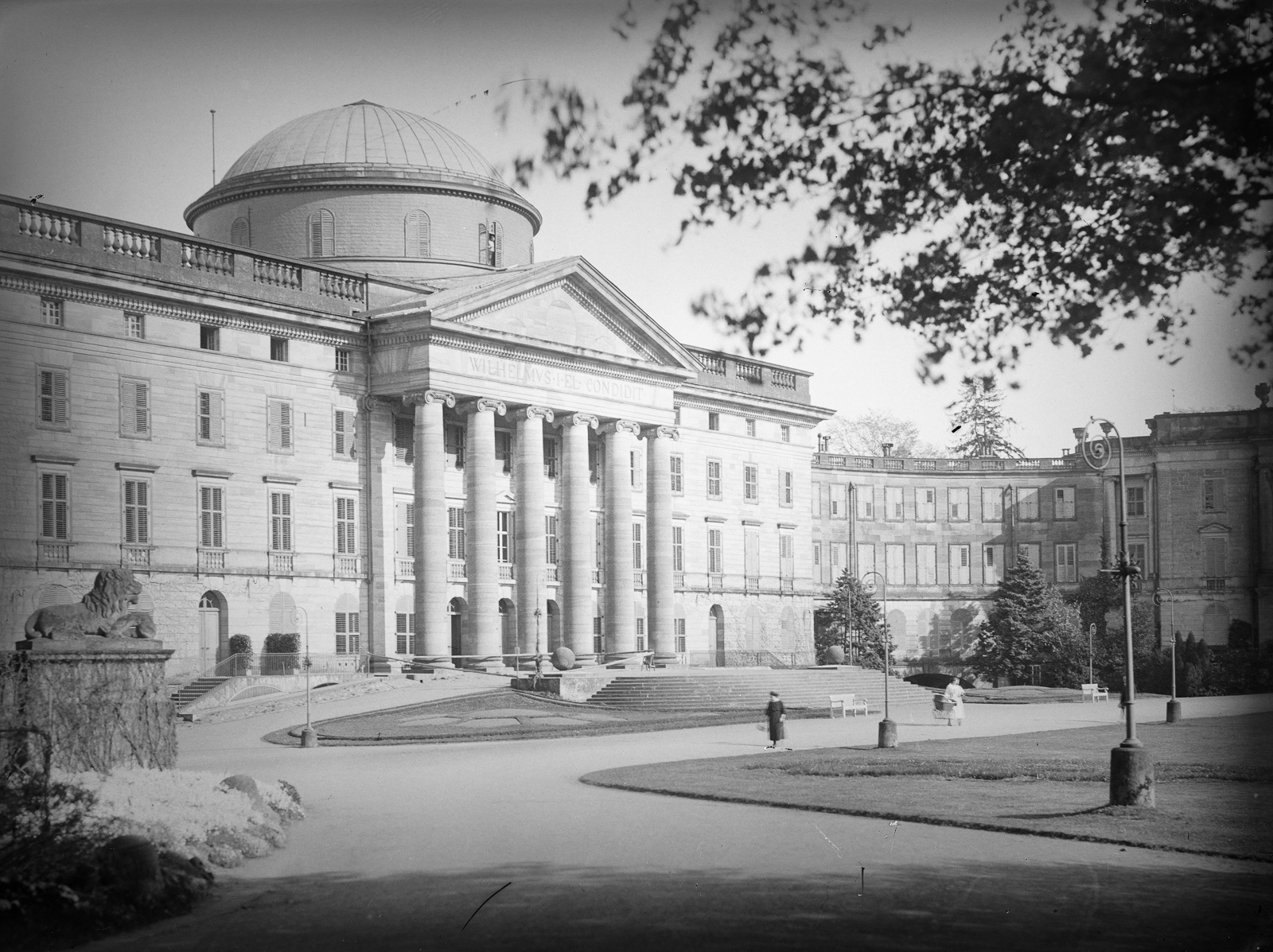
Mittelbau des Schlosses um 1925

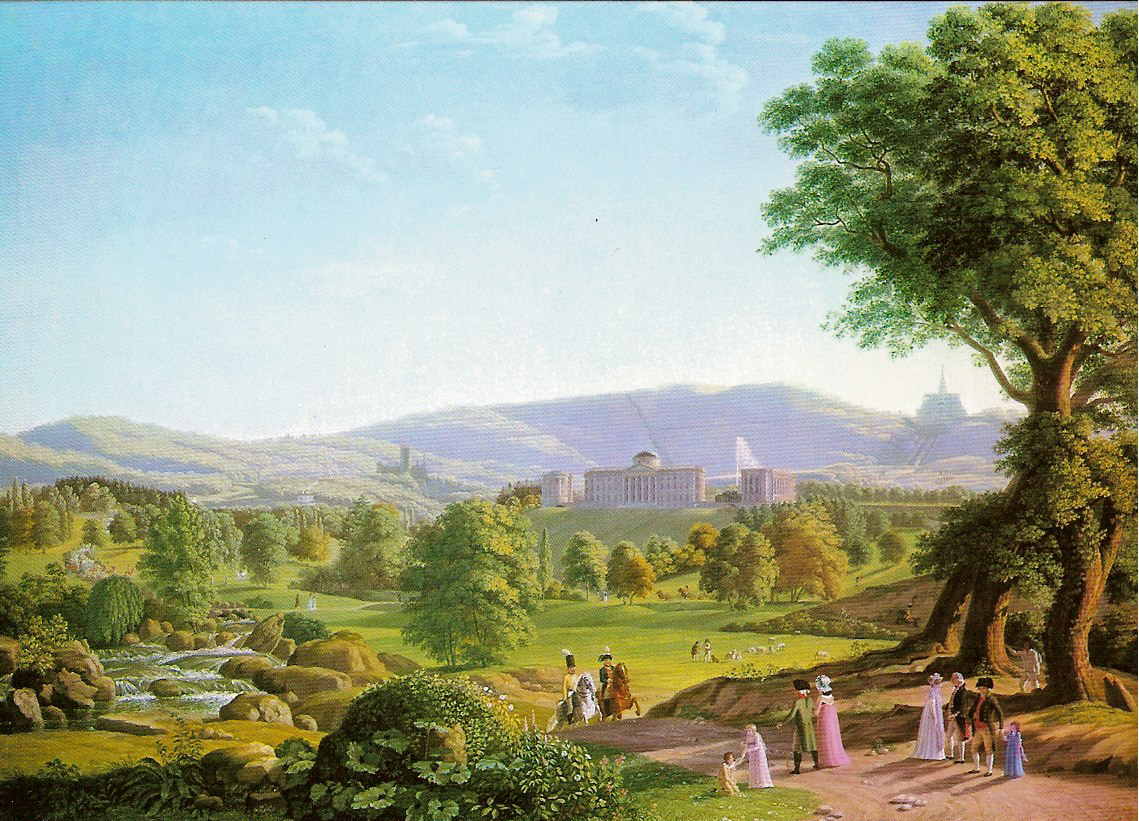
Blick zum Schloss Wilhelmshöhe, gemalt von Johann Erdmann Hummel um 1800

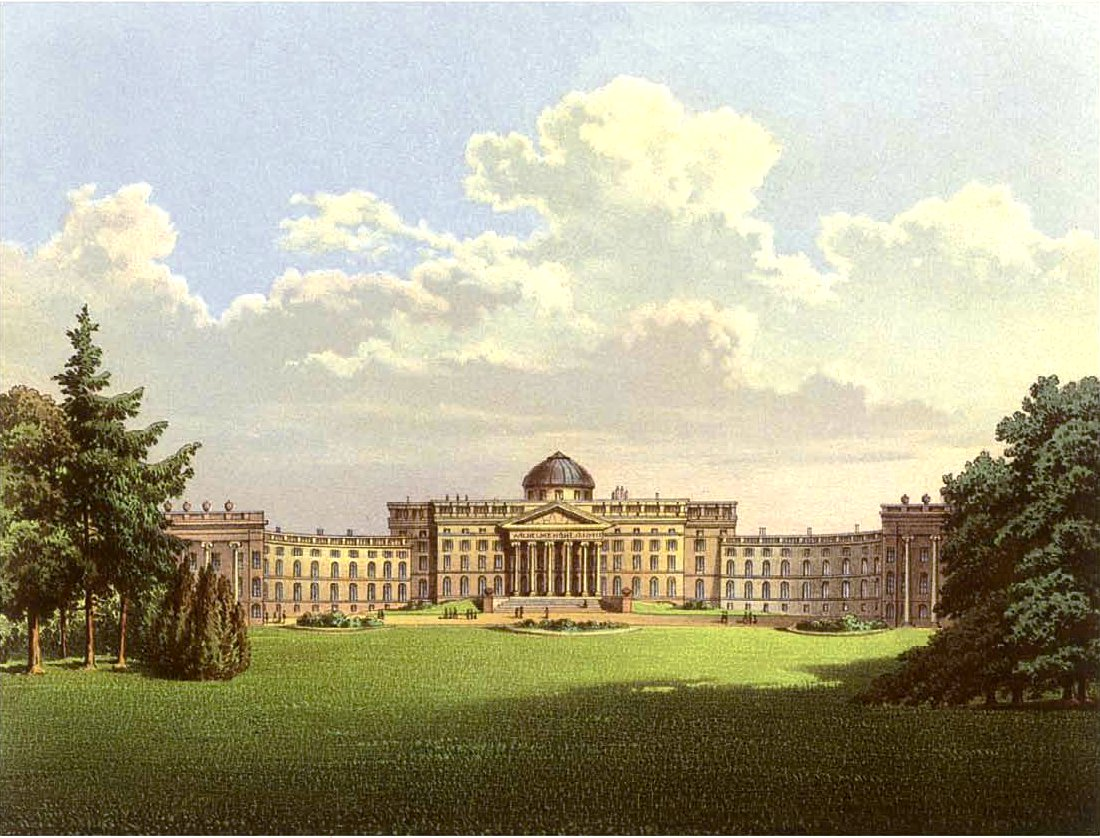
Schloss Wilhelmshöhe um 1860, Sammlung Alexander Duncker

An der Stelle des heutigen Schlosses bestand seit dem 12. Jahrhundert das Augustiner-Chorherren-Stift und spätere Augustinerinnen-Kloster Weißenstein. Unter Landgraf Philipp von Hessen wurde das Kloster säkularisiert und danach gelegentlich als Jagdschloss benutzt. Philipps Enkel, Landgraf Moritz, ließ von 1606 bis 1610 an gleicher Stelle ein neues Jagdschloss erbauen. Dies wurde unter seinen Nachfolgern zu beachtlicher Größe ausgebaut. Die ursprüngliche Klosteranlage fiel dem Neubau zum Opfer.
Das heutige im Stil des Klassizismus gestaltete Schloss wurde von 1786 bis 1794 nach Entwürfen der Architekten Simon Louis du Ry (Weißensteinflügel und Kirchflügel) und Heinrich Christoph Jussow (Mittelflügel) für Landgraf Wilhelm IX. von Hessen-Kassel (ab 1803 Kurfürst Wilhelm I.) gebaut. Als Vorbilder gelten Wanstead House und Prior Park in England. Das Schloss ist als symmetrische, zum Park geöffnete Dreiflügelanlage angelegt. Der mit der Hauptfassade nach Westen zum Park hin ausgerichtete Mittelflügel (Corps de Logis) wird von zwei leicht schräg gestellten Seitenflügeln flankiert. Die langgestreckten, schmalen Seitenflügel sind jeweils durch einen Verbindungstrakt mit halbrund geschwungenem Grundriss an den Mittelflügel angeschlossen. Der südliche Flügel wird als Weißensteinflügel bezeichnet (nach dem früheren Kloster Weißenstein) und der nördliche Flügel als Kirchflügel. Die Mitten der Langseiten werden durch Risalite mit je acht frei vorgestellten Säulen betont, die beide Obergeschosse umfassen; abgeschlossen durch vasengekrönte Attiken. 
Die drei bis dahin freistehenden Gebäude wurden ab 1806 durch eingeschossige Bauten verbunden; diese Bauten wurden unter Kurfürst Wilhelm II. durch seinen Hofbaumeister Johann Conrad Bromeis zu ihrer heutigen Höhe aufgestockt. Dadurch und durch das Fehlen der ursprünglichen weißen Fassung geht dem klassizistischen Bauwerk einiges an Filigranität verloren. In der dazugehörenden Schlosskapelle wurde unter anderem 1828 Kurfürst Wilhelms Tochter Louise von Bose konfirmiert.
Von 1794 bis 1866 war Schloss Wilhelmshöhe die Sommerresidenz der Landgrafen und Kurfürsten von Hessen-Kassel. Während der napoleonischen Besetzung von 1806 bis 1813 wurde die Anlage vorübergehend in Napoléonshöhe umbenannt. Das Schloss diente dem König von Westphalen, Jérôme Bonaparte, zeitweise als Residenz, nachdem das von Jérôme und seinem Hofstaat bewohnte Kasseler Stadtschloss 1811 abgebrannt war. In dieser Zeit besuchte auch Charles-Louis-Napoléon Bonaparte, der Neffe Jérômes und spätere Napoleon III., das Schloss. Infolge der Annexion des Kurfürstentums durch Preußen kam es 1866 in den Besitz der Hohenzollern.
Nachdem Napoleon III. bei der Schlacht von Sedan im Deutsch-Französischen Krieg (1870/71) gefangen genommen und gestürzt worden war, wies ihm Wilhelm I. als Wohnort Wilhelmshöhe zu, das er am 5. September 1870 bezog. Am 30. Oktober 1870 besuchte ihn seine nach Großbritannien geflüchtete Frau Eugénie im Schloss. Napoleon folgte ihr am 19. März 1871 ins britische Exil.
Das Schloss war von 1891 bis 1918 regelmäßig Sommerresidenz der Kaiserfamilie. Es war auch Rückzugsort für Kaiser Wilhelm II. während persönlicher oder politischer Krisen. Nach dem Waffenstillstand von Compiègne im Jahr 1918 war das Schloss kurze Zeit Sitz des Großen Hauptquartiers.
In der Kasseler Bombennacht 1943 wurde auch die Wilhelmshöhe von alliierten Luftangriffen getroffen. 1944 und 1945 flog die Royal Air Force mehrere Luftangriffe auf Kassel. Im Februar 1945 wurde Wilhelmshöhe bombardiert. Der kuppelbekrönte Mittelbau des Schlosses wurde im Zweiten Weltkrieg durch Bomben stark beschädigt, auf der Parkseite blieben jedoch voll ausgestattete Räume, bis in das zweite Obergeschoss hinein, intakt. Die Sicherung der Anlage nach dem Ende des Kriegs durch die Bauverwaltung war nachlässig. Unter der Vorgabe, Enttrümmerungen vornehmen zu wollen, wurde der Mittelteil schließlich Zug um Zug um die verbliebene historische Innenausstattung gebracht. Teile des Schlossmobiliars finden sich heute in der Villa Hammerschmidt in Bonn. 1961 bis 1974 erhielt der Mittelbau unter der Leitung des modernistischen Architekten Paul Friedrich Posenenske seine bis heute umstrittene Form – ohne Schlosskuppel, Sprossenfenster und Fensterläden.
Während des deutsch-deutschen Gipfeltreffens am 21. Mai 1970 war im Schloss das Pressezentrum untergebracht. Der französische Staatspräsident Valéry Giscard d’Estaing besuchte das Schloss auf seiner Deutschlandreise 1980.
In den Jahren 1994 bis 2000 wurden die Räume der Gemäldegalerie Alte Meister und der Antikensammlung unter der Leitung von Stephan Braunfels saniert.

## Heutige Nutzung

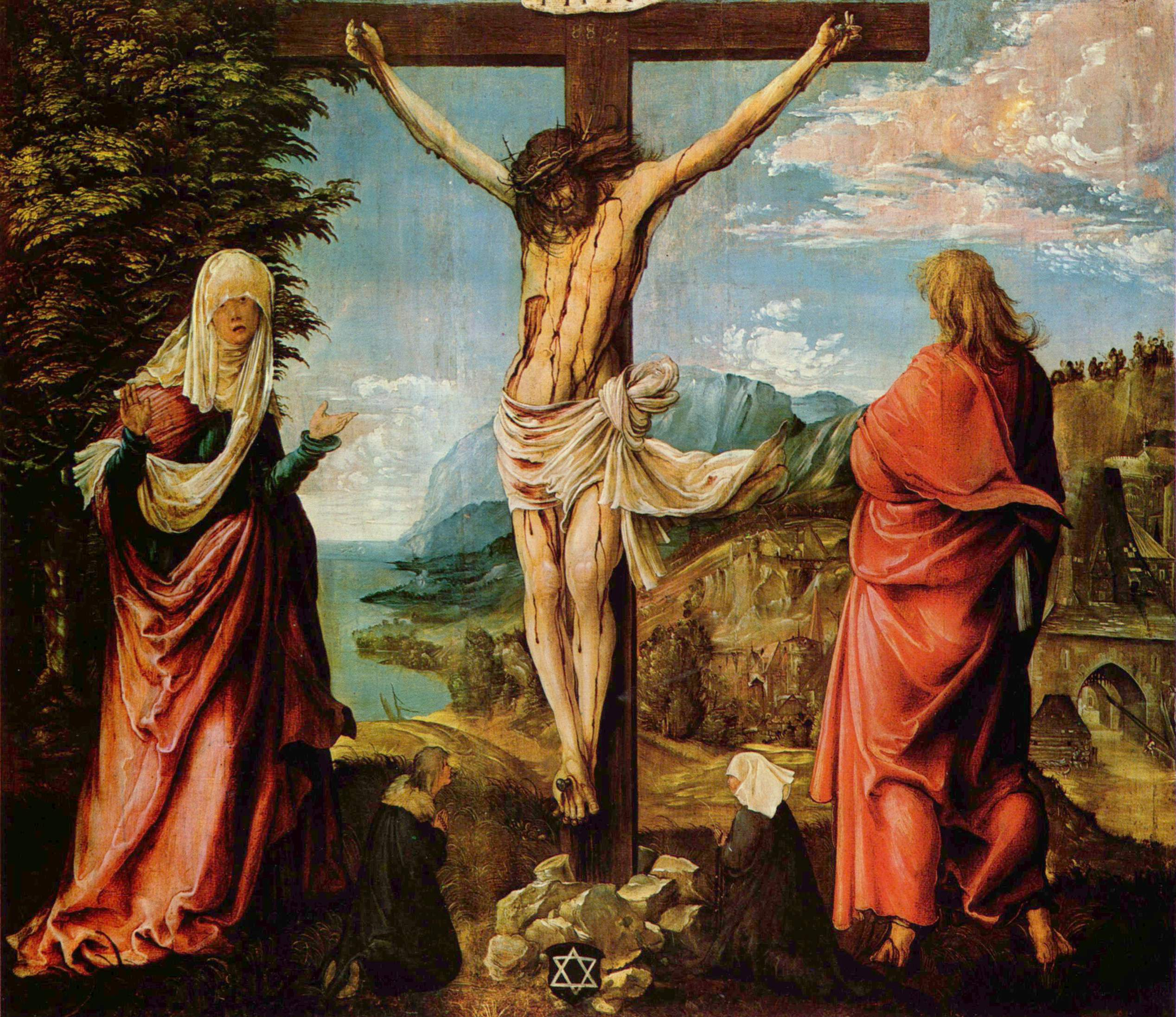
Albrecht Altdorfer, Kreuzigung

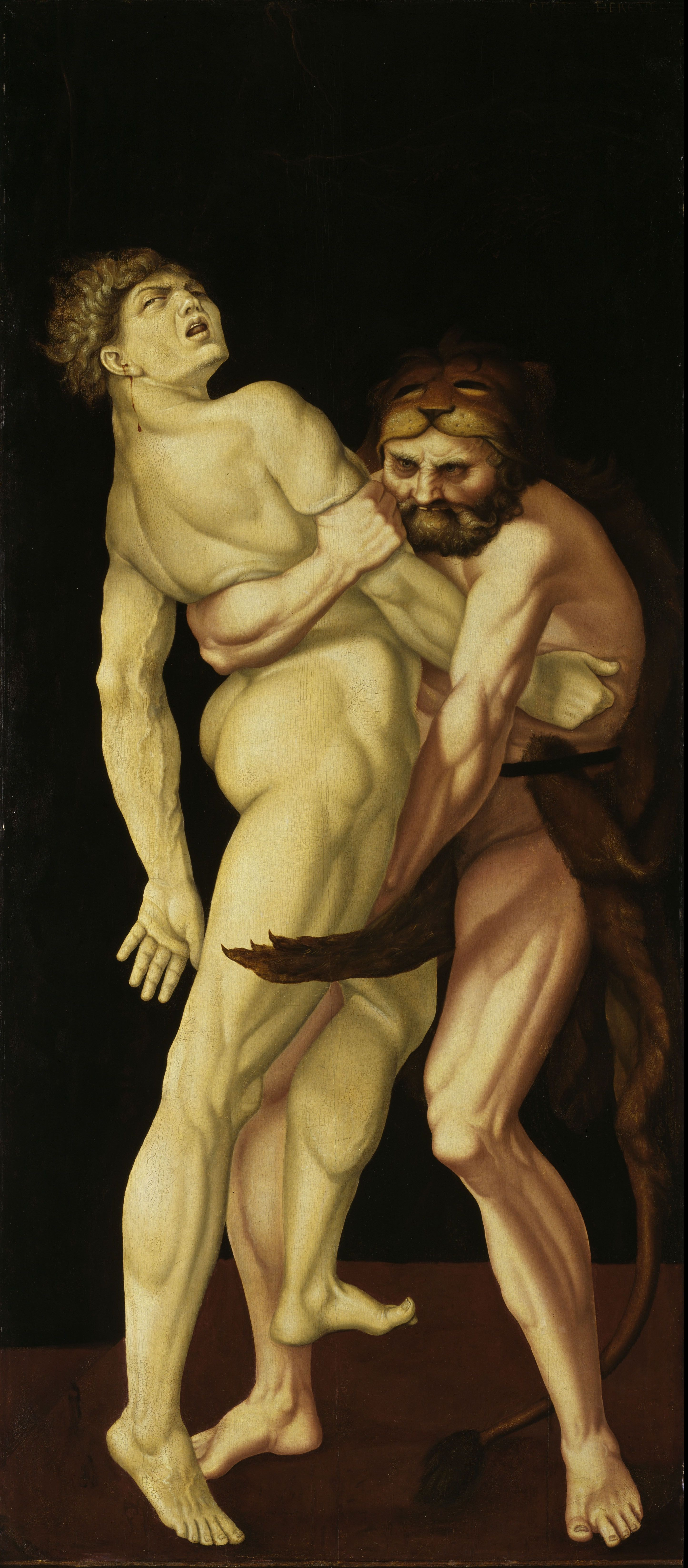
Hans Baldung, Herkules und Antäus

Der als Kirchflügel bezeichnete nördliche Gebäudetrakt wurde für die Nutzung als Verwaltungsgebäude der Staatlichen Museen Kassel weitgehend entkernt und neugebaut. Der stark beschädigte Mittelbau wurde ohne Kuppel und ohne Fensterkreuze sowie Fensterläden wieder instand gesetzt und wirkt im Ensemble heute als Fremdkörper. Auch die ursprüngliche Raumaufteilung wurde nicht wiederhergestellt. Anstatt der Kuppel setzte man auf das Gebäude ein Glasdach zur Belichtung der Gemälde, das noch vom Herkules aus ins Auge fällt. Die Museumslandschaft Hessen-Kassel präsentiert im Mittelbau heute:
- die Antikensammlung
- die Gemäldegalerie Alte Meister; sie enthält vornehmlich flämische und holländische Malerei des Barock (Rembrandt, Frans Hals, Rubens etc.) sowie altdeutsche (Albrecht Altdorfer, Albrecht Dürer), italienische und spanische Malerei.
- die Graphische Sammlung
- regelmäßig Wechselausstellungen
- das Museumsbistro Jérôme

In der historischen Kapelle hält die protestantische Gemeinde ihre Gottesdienste ab.
Weißensteinflügel
Seit dem Umbau des Schlosses nach 1945 ist nur noch die historische Einrichtung des Weißensteinflügels vorhanden, dessen nach historischen Vorbildern eingerichtete Räume besichtigt werden können. Hier befand sich von 1948 bis 1976 auch das Tapetenmuseum. Auf zwei Etagen werden zahlreiche Möbel des ausgehenden 18. und frühen 19. Jahrhunderts gezeigt. Aus der Einrichtung der Bauzeit im Stil Louis-seize und des Frühklassizismus haben sich zahlreiche Möbel erhalten. Allein drei Schreibtische von David Roentgen sind ausgestellt. Aus der Zeit von Jérôme Bonaparte ist eine große Sammlung an Empire-Mobiliar von Bernard Molitor, Bronzen von Pierre-Philippe Thomire und Porzellan aus Sèvres erhalten. Neben zahlreichen Gemälden von Johann Heinrich Tischbein dem Älteren werden auch sieben Jagdstücke von Jean-Baptiste Oudry gezeigt.

## Filme
- Bergpark und Schloss Wilhelmshöhe, Kassel (= Museums-Check. Folge 64). Reportage, 30 Min., Moderation: Markus Brock, Produktion: 3sat. Erstausstrahlung: 23. August 2020.[8]